# Lantapan
Lantapan è una municipalità di terza classe delle Filippine, situata nella Provincia di Bukidnon, nella Regione del Mindanao Settentrionale.
Lantapan è formata da 14 baranggay:
- Alanib
- Baclayon
- Balila
- Bantuanon
- Basak
- Bugcaon
- Capitan Juan
- Cawayan
- Ka-atoan (Kaatuan)
- Kibangay
- Kulasihan
- Poblacion
- Songco
- Victory